# Погорецький Микола Анатолійович
Погорецький Микола Анатолійович (нар. 18 грудня 1960, с. Неділкове, Савранський район, Одеська область) — український правозахисник, науковець, проректор Київського національного університету імені Тараса Шевченка, доктор юридичних наук, професор, заслужений діяч науки і техніки, полковник СБУ у запасі. Член Національної асоціації Адвокатів України.

## Життєпис
Народився 18 грудня 1960 року в селі Неділкове Савранського району Одеської області.
В 1978 році закінчив Савранську середню школу.
З жовтня 1978 року по травень 1979 року працював каменярем Савранського міжколгоспбуду Одеської області.
З травня 1979 року по травень 1981 року проходив строкову військову службу у Збройних Силах СРСР. 
Учасник бойових дій в Демократичній Республіці Афганістан.
У грудні 1984 року призначений на посаду стажиста прокуратури Московського району м. Харкова.
У 1985 році закінчив з відзнакою судово-прокурорський факультет Харківського юридичного інституту ім. Ф. Дзержинського (нині — Національний юридичний університет імені Ярослава Мудрого) за спеціальністю «Правознавство» та здобув кваліфікацію «юрист».
З липня 1985 року по серпень 1986 року працював на посадах прокурора  відділу з нагляду за розглядом кримінальних справ в судах, прокурора слідчого управління прокуратури Харківської області.
У 1996 році у Національній юридичній академії України імені Ярослава Мудрого, під керівництвом професора Юрія Грошевого та з офіційними опонентами Михайлом Михеєнко та Геннадієм Кожевніковим, захистив кандидатську дисертацію на тему: «Правовідносини слідчого з органом дізнання, начальником слідчого відділу та прокурором».
З 1997 року розпочав науково-педагогічну діяльність, у тому числі й за сумісництвом, обіймаючи посади: старшого викладача, доцента кафедри кримінального процесу Національної юридичної академії України імені Ярослава Мудрого; доцента, професора кафедри оперативно-розшукової та контррозвідувальної діяльності, професора кафедри розслідування злочинів, віднесених до компетенції Служби безпеки України, Інституту підготовки слідчих для Служби безпеки України при Національній юридичній академії України імені Ярослава Мудрого; професора кафедр кримінального процесу, оперативно-розшукової діяльності Луганського державного університету внутрішніх справ ім. Е. О. Дідоренка; професора кафедр кримінально-правових дисциплін, оперативно-службової діяльності, кримінального процесу Київського національного університету внутрішніх справ (нині — Національна академія внутрішніх справ); старшого, провідного наукового співробітника Інституту вивчення проблем злочинності ім. В. В. Сташиса Національної академії правових наук України; головного наукового співробітника Національної академії Служби безпеки України; головного наукового співробітника та викладача-тренера Національної школи суддів України.
З лютого 2007 року по квітень 2008 року був відряджений до Ради національної безпеки і оборони України із залишенням на військовій службі в Службі безпеки України, де обіймав посади головного наукового співробітника, а з червня 2007 року по квітень 2008 року першого заступника керівника Міжвідомчого науково-дослідного центру з проблем боротьби з організованою злочинністю та корупцією Ради національної безпеки і оборони України. Був заступником голови наукової ради Міжвідомчого науково-дослідного центру з проблем боротьби з організованою злочинністю Ради національної безпеки і оборони України та членом наукової ради Ради національної безпеки і оборони України, заступником головного редактора журналу «Боротьба з організованою злочинністю і корупцією (теорія і практика)». Полковник Служби безпеки України у відставці. Ветеран військової служби Служби безпеки України.
З квітня 2012 року по теперішній час — адвокат, член Національної асоціації Адвокатів України. Голова науково-практичної ради при Раді адвокатів Київської області.
З травня 2012 року завідувач кафедри правосуддя юридичного факультету Київського національного університету імені Тараса Шевченка.
З вересня 2012 року — голова спеціалізованої вченої ради Д 26.001.05 Київського національного університету імені Тараса Шевченка із захисту кандидатських і докторських дисертацій за спеціальностями 12.00.08 — кримінальне право та кримінологія; кримінально-виконавче право; 12.00.09 — кримінальний процес та криміналістика; судова експертиза; оперативно-розшукова діяльність; 12.00.10 — судоустрій; прокуратура та адвокатура.
З березня 2015 року колективом редакційної колегії ораний головним редактором фахового науково-практичного міжнародного журналу «Вісник кримінального судочинства».
З березня 2018 року член науково-консультативної ради Верховного Суду.
З квітня 2019 року член науково-консультативної ради Конституційного Суду України.
З серпня 2019 року член робочої групи з питань реформування кримінальної юстиції Комісії з питань правової реформи при Президентові України.
З жовтня 2020 року експерт/консультант Координатора проєктів ОБСЄ в Україні.
З травня 2021 року по теперішній час проректор з науково-педагогічної роботи Київського національного університету імені Тараса Шевченка.
З грудня 2022 року голова експертної ради Міністерства освіти і науки України з  питань атестації наукових кадрів з правових наук.
Член редколегій вітчизняних і зарубіжних науково-практичних юридичних журналів та збірок наукових праць, зокрема: «Право України», «Слово національної школи суддів України», «Ochrona prawna pokrzywdzonego» та ін.
Автор та співавтор понад 700 наукових і навчально-методичних праць.
Під науковим керівництвом (консультуванням) захищено 63 дисертації (17 докторів юридичних наук, 44 кандидатів юридичних наук та 2 доктори філософії в галузі 081 «Право»). Зокрема серед його учнів є Олексій Баганець.
Нагороджений понад 50-ма державними, зарубіжними, відомчими і громадськими відзнаками.
Одружений. Має трьох синів.  

## Практична діяльність
У 1984—1986 рр.: стажист, помічник прокурора Московського району м. Харкова, прокурор відділу з нагляду за розглядом кримінальних справ судами прокуратури Харківської області, прокурор відділу з нагляду за дізнанням та слідством в органах внутрішніх справ слідчого управління прокуратури Харківської області.
У 1986—2001 рр. та у 2008—2011 рр. — на слідчих, оперативних, контррозвідувальних та керівних посадах в органах державної безпеки, пройшовши кар'єрний шлях до начальника управління. Полковник Служби безпеки України у відставці.
З 2012 р. по теперішній час — адвокат, член Національної асоціації Адвокатів України. Голова науково-практичної ради при Раді адвокатів Київської області.

## Науково-педагогічна діяльність
У 1996 році без відриву від військової служби в органах Служби безпеки України захистив кандидатську дисертацію «Правовідносини слідчого з органом дізнання, начальником слідчого відділу та прокурором» (НЮУ України ім. Ярослава Мудрого, м. Харків).
З 1997 році обіймав посади старшого викладача, доцента кафедри кримінального процесу Національної юридичної академії України ім. Ярослава Мудрого; доцента, професора кафедри оперативно-розшукової та контррозвідувальної діяльності, професора кафедри розслідування злочинів, віднесених до компетенції СБУ, Інституту підготовки юридичних кадрів для Служби безпеки України при Національній юридичній академії України імені Ярослава Мудрого; професора кафедри кримінального процесу, професора кафедри оперативно-розшукової діяльності Луганського державного університету внутрішніх справ ім. Е. Дідоренка; професора кафедри кримінально-правових дисциплін, професора кафедри оперативно-службової діяльності, професора кафедри кримінального процесу Київського національного університету внутрішніх справ (нині — Національна академія внутрішніх справ); старшого, провідного наукового співробітника Інституту вивчення проблем злочинності ім. В. Сташиса Національної академії правових наук України; професора кафедри патологоанатомії та судової експертизи Запорізького державного медичного університету; головного наукового співробітника, викладача Національної школи суддів; головного наукового співробітника Національної академії Служби безпеки України.
У 2002 році присвоєно вчене звання доцента кафедри кримінального процесу.
У 2006 році після закінчення стаціонарної докторантури Національної академії Служби безпеки України (м. Київ), захистив докторську дисертацію «Теоретичні та практичні проблеми використання матеріалів оперативно-розшукової діяльності у кримінальному процесі (за матеріалами Служби безпеки України)» (КНУВС, Київ).
З лютого 2007 р. по квітень 2008 р. був відряджений до Ради національної безпеки і оборони України із залишенням на військовій службі в Службі безпеки України, де обіймав посади головного наукового співробітника, а з червня 2007 р. по квітень 2008 р. — першого заступника керівника Міжвідомчого науково-дослідного центру з проблем боротьби з організованою злочинністю та корупцією РНБО України. Був заступником голови наукової ради МНДЦ РНБО України та членом наукової ради РНБО України, заступником головного редактора журналу «Боротьба з організованою злочинністю і корупцією (теорія і практика)».
У 2009 р. присвоєно вчене звання професора кафедри кримінально-правових дисциплін.
З липня 2011 р. — професор, в.о. завідувача, а з травня 2012 р. по травень 2021 р. — завідувач кафедри правосуддя юридичного факультету (з червня 2020 р. інституту права) Київського національного університету імені Тараса Шевченка.
З травня 2012 по січень 2022 р. — голова спеціалізованої вченої ради Д 26.001.05 Київського національного університету імені Тараса Шевченка із захисту кандидатських та докторських дисертацій за спеціальностями 12.00.08; 12.00.09; 12.00.10.
У 2008—2018 рр. був експертом, заступником голови експертної ради з питань проведення експертизи дисертацій МОН України з національної безпеки та спеціальних проблем оборони й оборонно-промислового комплексу, головою державних акредитаційних комісій МОН України, членом науково-консультативної ради Вищого спеціалізованого суду України з розгляду цивільних і кримінальних справ, науковим радником Київського регіонального центру Національної академії правових наук України, головою журі в секції «Правознавство» предметної комісії відділення філософії та суспільнознавства Всеукраїнського конкурсу-захисту науково-дослідницьких робіт учнів-членів Малої академії наук України.
Упродовж 2008—2022 рр. — член робочих груп профільних Комітетів Верховної ради України, Ради національної безпеки і оборони України, Міністерства юстиції, Служби безпеки України з підготовки законопроєктів та автор наукових висновків до проєктів законів з питань діяльності судових, правоохоронних та правозахисних органів.
З травня 2015 р. — головний редактор фахового науково-практичного міжнародного журналу «Вісник кримінального судочинства».
З грудня 2022 р. — голова експертної ради МОН України з  питань атестації наукових кадрів з правових наук.

## Нагороди
За плідну багаторічну практичну юридичну, наукову та громадську діяльність нагороджений 42 державними, у тому числі й зарубіжними, відомчими та громадськими відзнаками. Серед них: відзнаки Президента України — медаль «Захиснику вітчизни», медаль «Ветеран війни — учасник бойових дій», «Заслужений діяч науки і техніки України»; відзнаки Служби безпеки України — «Хрест Доблесті» I та II ступенів, медаль — «За відзнаку в службі» І, ІІ, та ІІІ ступенів, медаль «Ветеран державної безпеки»; відзнаки МВС України — «Почесний знак МВС України», «За розвиток науки, техніки та освіти» І та II ступенів, медаль «За сприяння органам внутрішніх справ України», медаль «За заслуги у боротьбі зі злочинністю» IIІ ступеню, дипломи за кращі наукові видання з обмеженим доступом в системі МВС України (2009, 2011 р.р.); відзнака Української Православної Церкви — орден Української Православної Церкви Святителя Димитрія (Туптала) Митрополита Ростовського та Грамота «За заслуги перед Українською Православною Церквою»; відзнаки Української Спілки ветеранів Афганістану (воїнів-інтернаціоналістів): орден «За доблесть і честь», медаль «За звитягу», медаль «За віру і мужність» та ін.

## Науковий доробок
- Погорецький М. А., Гринюк В. О. Повідомлення судді про підозру: проблемні питання правового регулювання, теорії та практики. Вісник кримінального судочинства. 2018. № 2. С. 58-71.
- Погорецький М. А., Старенький О. С., Гринюк В. О. Науковий висновок щодо законності здійснення досудового розслідування слідчими органів прокуратури після 20 листопада 2017 р. Вісник кримінального судочинства. 2018. № 2. С. 216—221.
- Погорецький М. А., Сергєєва Д. Б. Перше фундаментальне наукове дослідження проблем методики розслідування злочинів у сфері будівництва. Вісник кримінального судочинства. 2018. № 2. С. 228—232.
- Pohoretskyi M., Serhieieva D., Toporetska Z. Sanctions as an Instrument for the Lottery Market Monopolization in Ukraine. Oxford Journal of Legal Studies. 2018. Issue 4 (2). Volume 38. P. 1237—1248.
- Погорецький М. А., Гринюк В. О. Засуджені без підозри. Закон і бізнес. 2018. № 44 (1394) 03.11—09.11.2018. URl: http://zib.com.ua/ua/print/135115-nadmirna_zavantazhenist_prokuroriv_ne_vipravdovue_porushen_z.html.
- Погорецький М. А., Старенький О. С. Негласні слідчі (розшукові) дії як засоби отримання доказів: окремі проблемні питання. Право України. 2018. № 8. С. 85-106.
- Погорецький М. А., Старенький О. С. Чому результати НС(Р)Д не будуть доказами без розсекречування дозволів на їх проведення. Закон і бізнес. URl: https://zib.com.ua/ua/print/135424-rezultati_nsrd_ne_budut_dokazami_bez_rozsekrechuvannya_dozvo.html.
- Погорецький М. А. Закон України «Про адвокатуру та адвокатську діяльність». Науково-практичний коментар. За заг. ред. д-ра юрид. наук, проф. М. А. Погорецького, д-ра юрид. наук, проф. О. Г. Яновської та д-ра юрид. наук, доц. О. З Хотинської-Нор. К.: Алерта, 2018. 296 с.
- Погорецький М. А., Сергєєва Д. Б., Старенький О. С. та ін. Доказування слідчими Служби безпеки України контрабанди наркотичних засобів: монографія / за заг. ред. д.ю.н., проф. М. А. Погорецького. Київ: Нац. акад. СБ України, 2018. 238 с.
- Погорецький М. А. Кваліфікаційний іспит адвоката: навч. посібн. теорет. част. 2-ге видан. зі змін. і доповн. та з урахув. прав. позиц. Верховного Суду. За ред. д-ра юрид. наук, проф. О. П. Кучинської, д-ра юрид. наук, проф. М. А. Погорецького та д-ра юрид. наук, проф. О. Г. Яновської. К.: Алерта, 2019. 932 с.